# Нике (Тракия)
Римската пътна станция Нике е малък античен град около днешното село Хавса, Турция. Намира се на диагоналния път Виа Милитарис на ок. 18 римски мили югоизточно след Адрианопол. Точното местонахождение не е известно, няма данни за арехологически разкопки.

## Наименование
В Пойтингеровата карта се описва с името Hostizo. В Антониновия пътеводител се споменава като Ostudizo в обстоятелствен падеж (аблатив), среща се в различни преписи и като Ostodizo или Ostidizo в същия падеж. Немските съставители Miller и Cuntz на първото модерно издание на двата антични петоводителя, възстановява името на латински в номинатив като Hostodizum.
В Бурдигалския пътеводител (334 – 334 г. сл. Хр.), където монах от Бордо описва своето поклоническо пътуване до Божи гроб, наименува станцията (лат. mansio) като Nicae. Според бележка на основните модерни издания на римските пътеводители, градчето е преименувано от император Константин Велики след битката при Адрианопол през 324 г. в чест на победата му над император Лициний (гр. ΝΙΚΗ означава „победа“).
Името се изписва на гръцки: Νικη, съгласно епархийските списъци.

## История
В античното градче има пътна станция (лат. mansio) на важен римски път Виа Милитарис. Тя лежи на кръстопът с друг римски път, този от Анхиало през Дебелт и Странджа до Нике.

### Събор на арианите
В градчето се е провел събор на последователите на арианството през 359 година. Представителите на арианите в синода в Римини през 359 г. искали да бъдат приети от императора (Констанций II), който да ги приеме и да утвърди посланията от Синода в Римини. Те обаче не били допуснати в имперския двор, който по онова време се намирал в Адрианопол. Поради това те се събрали в близкото градче Нике, където на 10 октомври приели „послание на вярата“. Когато описва тези събития, Иларий Пиктавийски нарича градчето с името Ustodizo.

### Битката при Адрианопол от 378 г.
Според римския историк Амиан Марцелин, император Валент пребивавал с войските си в станцията Нике преди да достигне Адрианопол и да направи лагер там. 

### Архиепископия
При установяване на църковната организация в Източната римска империя към IV – VI в. сл. Хр., градчето е център на архиепископия, продчинена на Константинополската патриаршия. То запазва своя статут и продължава да се споменава в епархийските списъци и през следващите векове, макар районът да запада в резултат на варварските нашествия и войните с България.